# بني بريال
بني بَرْيَال هي بلدية في منطقة بلنسية في إسبانيا.